# Sechium chinantlense
Sechium chinantlense är en gurkväxtart som beskrevs av R. Lira och F. Chiang. Sechium chinantlense ingår i släktet Sechium och familjen gurkväxter. Inga underarter finns listade i Catalogue of Life.